# Musique Vol. 1 1993–2005
Musique Vol. 1993–2005 är ett samlingsalbum av Daft Punk, släppt 2006.

## Låtlista
1. "Musique" - 6:54
2. "Da Funk" - 5:29
3. "Around The World (Radio Edit)" - 3:59
4. "Revolution 909" - 5:28
5. "Alive" - 5:16
6. "Rollin' & Scratchin'" - 7:29
7. "One More Time (Short Radio Edit)" - 3:56
8. "Harder Better Faster Stronger" - 3:46
9. "Something About Us" - 3:52
10. "Robot Rock" - 4:48
11. "Technologic (Radio Edit)" - 2:47
12. "Human After All" - 5:19
13. "Mothership Reconnection (Feat. Parliament/Funkadelic) (Daft Punk Remix) - 4:01
14. "Ian Pooley "Chord Memory" (Daft Punk Remix) - 6:56
15. "Digital Love" - 4:58